# Zeuktophyllum calycinum
Zeuktophyllum calycinum är en isörtsväxtart som först beskrevs av L. Bol., och fick sitt nu gällande namn av H.E.K. Hartmann. Zeuktophyllum calycinum ingår i släktet Zeuktophyllum och familjen isörtsväxter. Inga underarter finns listade i Catalogue of Life.